# Touareg, le Guerrier du désert
Pour les articles homonymes, voir Touareg (homonymie).
Pour plus de détails, voir Fiche technique et Distribution.
 Touareg, le Guerrier du désert (Tuareg - Il guerriero del deserto) est un film d'aventure italo-espagnol réalisé par Enzo G. Castellari et sorti en 1984.
Il s'agit d'une adaptation du roman Tuareg d'Alberto Vázquez-Figueroa paru en 1980 en Espagne.

## Synopsis
Un jour, deux vieux hommes et un garçon parviennent au campement de Gacel Shayah dans le Sahara. Gacel Shayah est un noble inmouchar qui observe scrupuleusement la tradition millénaire du désert et accorde une grande importance au devoir d'hospitalité. Malheureusement, cette fois-ci, il ne parvient pas à protéger ses hôtes quand des mercenaires vêtus de vieux uniformes militaires poussiéreux viennent tuer le garçon et enlever un vieil homme. Gasel Shayah se souvient alors du vieux commandement des Touaregs : puisqu'il a failli à son devoir de protecteur, il doit réparer sa faute et se venger des mercenaires.

## Fiche technique
Sauf indication contraire, les informations mentionnées dans cette section peuvent être confirmées par la base de données cinématographiques IMDb,  présente dans la section « Liens externes ».
- Titre italien : Tuareg - Il guerriero del deserto[2]
- Titre espagnol : Tuareg
- Titre français :  Touareg, le Guerrier du désert[3]
- Réalisateur : Enzo G. Castellari
- Scénario : Enzo G. Castellari, Tito Carpi (it), Vicente Escrivá d'après le roman d'Alberto Vázquez-Figueroa
- Photographie : John Cabrera
- Montage : Gianfranco Amicucci
- Musique : Riz Ortolani
- Société de production : San Francisco Film, Turbo Film
- Pays de production :  Italie -  Espagne
- Langue de tournage : italien - espagnol
- Format : Couleur - 2,35:1 - Son stéréo - 35 mm
- Durée : 97 minutes
- Genre : Aventure
- Dates de sortie :
  - Espagne : 12 mars 1984 (Barcelone)
  - Italie : 6 avril 1984
  - France : 26 septembre 1984

## Distribution
- Mark Harmon : Gacel Sayah
- Luis Prendes : Abdoul El Kabir
- Ritza Brown : La femme de Gacel
- Aldo Sambrell : Sergent Malick
- Paolo Malco : Captain Razman
- Antonio Sabàto : Le Capitaine
- Giovanni Cianfriglia : Mubarak